# アダマワ州 (カメルーン)
アダマワ州（英語：Adamawa Province、フランス語：Province de l'Adamaoua）は、カメルーン中部にある州で、面積63,691km2はカメルーンで3番目に大きい。人口は495,185人（1987年）。州都はヌガウンデレ（N'Gaoundéré）。隣国ナイジェリアにも同名の州が存在する。

## 隣接州
- 北部州 (カメルーン)
- ウハム・ペンデ州
- ナナ・メンベレ州
- 東部州 (カメルーン)
- 中央州 (カメルーン)
- 西部州 (カメルーン)
- 北西州 (カメルーン)
- タラバ州
- アダマワ州 (ナイジェリア)

## 下位行政区画

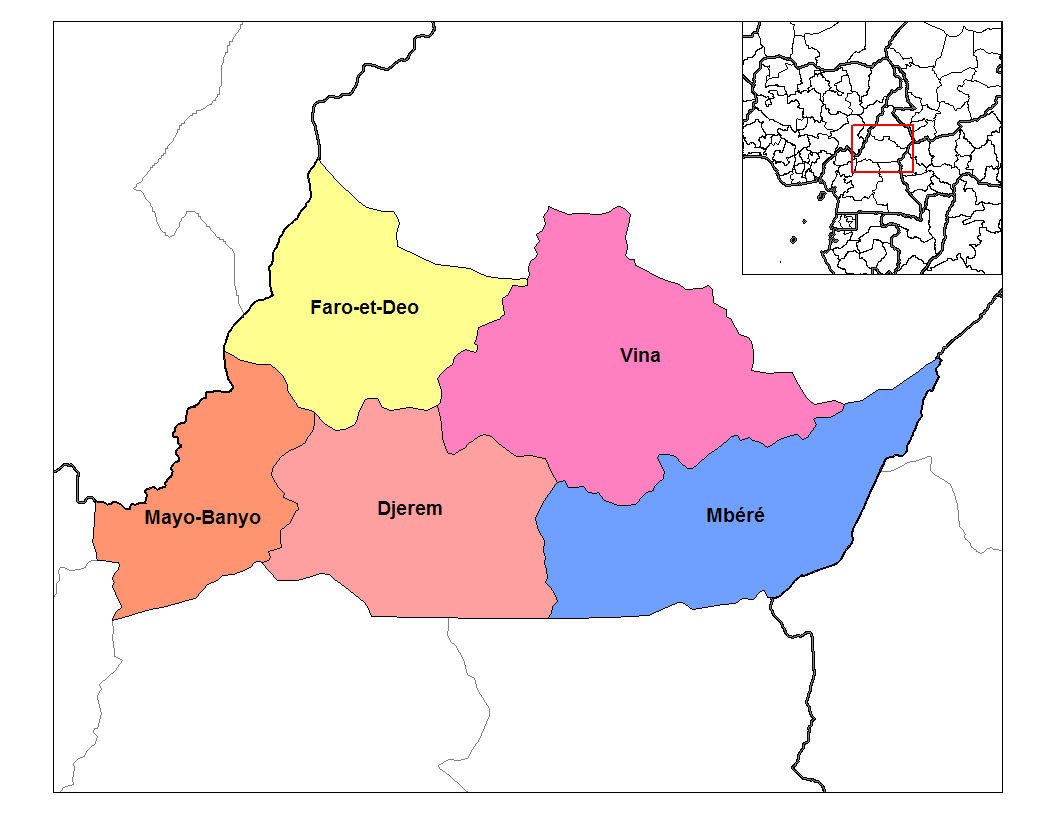
アダマワ州の県

- Djérem - 中心都市：ティバティ（英語版）
- Faro-et-Déo - 中心都市：ティニエール（英語版）
- Mayo-Banyo - 中心都市：バーニョ（英語版）
- Mbéré - 中心都市：メイガンガ（英語版）
- Vina - 中心都市：ヌガウンデレ